# Storia di karatè, pugni e fagioli
Pour plus de détails, voir Fiche technique et Distribution.
Storia di karatè, pugni e fagioli est un western spaghetti comique italo-espagnol sorti en 1973, réalisé par Tonino Ricci.

## Synopsis
Sam et Piccolo, commencent par vouloir mettre la main sur une religieuse, puis forment une équipe pour sauver la fille d'un banquier, prisonnière du général Espartero.

## Fiche technique
- Titre original italien : Storia di karatè, pugni e fagioli
- Langues : italien, espagnol
- Année de sortie : 1973
- Genres : comédie, western spaghetti
- Réalisation : Tonino Ricci
- Scénario : Alfonso Balcázar, Arpad De Riso, Giovanni Scolaro
- Production : Sergio Borelli pour National Cinematografica, Producciones Cinematográficas Balcazar
- Photographie : Jaime Deu Casas
- Montage : Antonietta Zita
- Musique : Guido De Angelis et Maurizio De Angelis (comme Juniper)
- Décors : Juan Alberto Soler
- Costumes : Wanda Pruni
- Maquillage : Marcello Laurino
- Durée : 93 minutes
- Format : couleur - 2.35:1 - son mono
- Pays :  Espagne,  Italie
- Distribution en Italie : Delta Video

## Distribution
- Dean Reed : Sam
- Chris Huerta : Piccolo
- Iwao Yoshioka : Moikako Fujibashi
- Fernando Sancho : Espartero
- Francesca Romana Coluzzi : 'Baby' Morgan
- Alfredo Mayo : colonel Randolph Quint
- Pino Ferrara : Dito Stanco
- Sal Borgese : Clint Manodoro
- Ángel Aranda : Ken Manodoro
- Luis Induni : shérif
- Renato Malavasi : Morgan
- Carla Mancini
- Dante Cleri : paysan sur une carriole